# Бекарщина
Бекарщина (укр. Бекарщина) — бывшее село в Носовском районе Черниговской области Украины. Занимает площадь 0,006 км².
Код КОАТУУ: 7423880502. Почтовый индекс: 17141. Телефонный код: +380 4642.

## История
Решением Черниговского областного совета от 29.03.2013 года село снято с учёта.

## Власть
Орган местного самоуправления — Анновский сельский совет. Почтовый адрес: 17151, Черниговская обл., Носовский р-н, с. Анновка, ул. Украинская, 5.